# Reimnitzia
Reimnitzia is een monotypisch geslacht in de familie Graphidaceae. Het bevat alleen de soort Reimnitzia santensis.